# Muna El Kurd
Muna El-Kurd (em árabe: منى الكرد, nascida em 1998, Sheikh Jarrah) é um ativista palestina em Jerusalém Oriental.

## Biografia
Muna nasceu em 1998 em Sheikh Jarrah. Desde tenra idade, ela e sua família sofreram ameaças de despejo pelas autoridades israelenses.
Em 2009, colonos israelenses ocuparam metade da casa de sua família "sob uma lei israelense que permite aos judeus reivindicar a posse de propriedades perdidas em 1948. Nenhuma lei desse tipo dá aos palestinos o direito de fazer o mesmo em Jerusalém Ocidental ou em outras partes de Israel."
Em 2021, sua família está enfrentando uma decisão do tribunal israelense que irá despejá-los de sua casa, junto com outras 11 famílias. Eles tiveram 30 dias para deixar a casa, mas o advogado da família entrou com um recurso no tribunal distrital.
Em 2021, Muna e seu irmão Mohammed El-Kurd foram nomeados para a lista anual das 100 pessoas mais influentes do mundo da revista TIME.